# مارتينا دي جوزيبي
مارتينا دي جوزيبي (بالإيطالية: Martina Di Giuseppe)‏ هي لاعب كرة مضرب إيطالية، ولدت في 10 فبراير 1991 في روما في إيطاليا.

## وصلات خارجية
- مارتينا دي جوزيبي على موقع رابطة محترفات التنس (الإنجليزية)
- مارتينا دي جوزيبي على موقع الاتحاد الدولي لكرة المضرب (الإنجليزية)
- مارتينا دي جوزيبي على موقع خلاصة التنس.كوم (الإنجليزية)
- مارتينا دي جوزيبي على موقع إي إس بي إن.كوم (الإنجليزية)